# Carl Zapp
Carl Zapp (* 20. Mai 1867 in Hagen; † 1941 in Düsseldorf-Rath) war ein deutscher Unternehmer.

## Leben
Carl Zapp entstammte der bergischen Familie Zapp, die nachweisbar seit der ersten Hälfte des 17. Jahrhunderts Eisenbergbau und später auch Stahlfabrikation betrieb. Sein Großvater Gustav Adolf Zapp führte in der ersten Hälfte des 19. Jahrhunderts als einer der ersten deutschen Eisenfabrikanten im Stahlhammer Ründeroth das Puddelverfahren ein. Sein Vater war der Stahlgroßhändler Robert Zapp.
Nach dem Abitur am Gymnasium in Düsseldorf studierte er an den Universitäten Bonn und Leipzig Rechtswissenschaften. In Bonn wurde er 1887 Mitglied des Corps Hansea. In Leipzig wurde er zum Dr. jur. promoviert. Nach dem Referendariat trat er Regierungsassessor in den Verwaltungsdienst ein. 1902 quittierte er den Staatsdienst und trat in Düsseldorf als Mitinhaber in die Leitung des väterlichen Stahlhandels, die Firma Robert Zapp, ein. 1887 hatte diese die Alleinverkaufsrechte des Kruppschen Werkzeugstahls und später die Alleinverkaufsrechte der Kruppschen Edelstähle erhalten. Zusammen mit seinen Brüdern Adolf Zapp und Gustav Zapp entwickelte er das Unternehmen entscheidend weiter. 1931 besaß das Unternehmen mit Hauptsitz in Düsseldorf deutsche Niederlassungen in Berlin, Chemnitz, Erfurt, Frankfurt (Main), Gevelsberg, Halle (Saale), Mannheim, München, Nürnberg und Stuttgart und ausländische Tochtergesellschaften in Amsterdam, Lüttich, Mailand, Paris und Zürich.
Am Ersten Weltkrieg nahm Carl Zapp als Rittmeister der Landwehr-Kavallerie teil.